# Nakamura (album)
Pour les articles homonymes, voir Nakamura.
 (novembre 2018).
Albums de Aya Nakamura
Journal intime
(2017) Aya
(2020)
Singles
1. Djadja
Sortie : 6 avril 2018
2. Copines
Sortie : 24 août 2018
3. La Dot
Sortie : 19 décembre 2018
4. Pookie
Sortie : 10 avril 2019
5. Soldat
Sortie : 13 septembre 2019
6. 40%
Sortie : 22 novembre 2019

Nakamura est le deuxième album studio de la chanteuse malienne Aya Nakamura, sorti le 2 novembre 2018. L'album est publié par Rec. 118 et Parlophone, des labels de Warner Music France.
Une réédition de l'album est sortie le 25 octobre 2019 contenant 4 titres inédits dont un remix de Sucette.

## Présentation
L'album se classe dans le top 10 en France, Belgique et aux Pays-Bas. Le disque est certifié double disque de platine en France et disque d'or en Belgique. Il a été annoncé que l'album avait été certifié disque d'or aux Pays-Bas mais les sources se contredisent sur le sujet,. 
Djadja, Copines, La Dot, Pookie, Soldat et 40% sont extraits en singles.

### Singles
Djadja rencontrera un majeur succès et arrivera numéro 1 pendant deux semaines en France (où elle recevra un single de diamant), en Belgique (quadruple single de platine), aux Pays-Bas (double single de platine) et en Roumanie et rencontrera un majeur succès dans toute l'Europe en se plaçant dans les charts en Allemagne (avec un remix de Djadja en featuring avec la chanteuse suisse Loredana Zefi), en Israël, en Suède, au Portugal, en Grèce, en Espagne (quadruple platine), en Suisse (single d'or) et au Canada (single d'or). Il est devenu un "tube de l'été 2018" et son succès se poursuit encore en 2020, notamment avec la sortie de version remixée en feat. avec Maluma.
Copines rencontrera un succès semblable à celui de Djadja en France (single de diamant) et réussit à se positionner dans les charts aux Pays-Bas et en Belgique (single d'or) et en Suisse.
La Dot est choisi en tant que troisième single officiel de l'album en décembre 2018, et finira par s'imposer au fil du temps, aujourd'hui certifié disque de diamant en France.
Pookie, est officialisé en tant que quatrième single de l'album en avril 2019 et devient rapidement un tube de l'été pour cette même année. Un énième carton pour la chanteuse puisque le single est certifié disque de diamant en France.
En septembre 2019, Aya annonce une réédition à venir avec le single Soldat, qui finit certifié disque d'or en France avec plus de 100 000 unités vendues.
Forte de son succès et de sa tournée sold-out, la chanteuse décide de dévoiler un sixième et dernier extrait de son album version deluxe avec le single 40%. Un titre qui se hisse rapidement dans le Top 5 Singles en France, et qui se retrouve certifié single de diamant avec plus de 333 000 unités vendues.

## Accueil commercial
La chanteuse a vendu au total 500 000 exemplaires de cet album en France où il fut certifié disque de diamant ; il totalisera 20 000 exemplaires vendus en Belgique où il est certifié disque de platine. Au total, l'album est vendu à plus de 1 million d'exemplaires dans le monde deux ans après sa publication.

## Liste des pistes
| Nakamura — Édition standard | Nakamura — Édition standard | Nakamura — Édition standard  | Nakamura — Édition standard          | Nakamura — Édition standard | Nakamura — Édition standard | Nakamura — Édition standard | Nakamura — Édition standard | Nakamura — Édition standard | Nakamura — Édition standard |
| No                          | Titre                       | Auteur                       | Producteur(s)                        | Durée                       |                             |                             |                             |                             |                             |
| --------------------------- | --------------------------- | ---------------------------- | ------------------------------------ | --------------------------- | --------------------------- | --------------------------- | --------------------------- | --------------------------- | --------------------------- |
| 1.                          | La Dot                      | - Aya Nakamura               | - Aloïs Zandry - Vladimir Boudnikoff | 3:21                        |                             |                             |                             |                             |                             |
| 2.                          | Djadja                      | Nakamura                     | - Aloïs Zandry - Vladimir Boudnikoff | 2:51                        |                             |                             |                             |                             |                             |
| 3.                          | Pompom                      | Nakamura                     | - Aloïs Zandry - Vladimir Boudnikoff | 3:10                        |                             |                             |                             |                             |                             |
| 4.                          | Copines                     | Nakamura                     | - Aloïs Zandry - Vladimir Boudnikoff | 2:51                        |                             |                             |                             |                             |                             |
| 5.                          | Pookie                      | - Nakamura - Archibald Smith | - Aloïs Zandry - Vladimir Boudnikoff | 3:00                        |                             |                             |                             |                             |                             |
| 6.                          | Ça fait mal                 | Nakamura                     | - Aloïs Zandry - Vladimir Boudnikoff | 2:33                        |                             |                             |                             |                             |                             |
| 7.                          | Faya                        | Nakamura                     | - Aloïs Zandry - Vladimir Boudnikoff | 2:46                        |                             |                             |                             |                             |                             |
| 8.                          | Gangster                    | Nakamura                     | - Aloïs Zandry - Vladimir Boudnikoff | 3:08                        |                             |                             |                             |                             |                             |
| 9.                          | Sucette (feat. Niska)       | - Nakamura - Niska           | - Aloïs Zandry - Vladimir Boudnikoff | 2:47                        |                             |                             |                             |                             |                             |
| 10.                         | Whine Up                    | Nakamura                     | - Aloïs Zandry - Vladimir Boudnikoff | 3:18                        |                             |                             |                             |                             |                             |
| 11.                         | Gang (feat. Davido)         | - Nakamura - Davido          | - Aloïs Zandry - Vladimir Boudnikoff | 3:30                        |                             |                             |                             |                             |                             |
| 12.                         | Dans ma bulle               | Nakamura                     | - Aloïs Zandry - Vladimir Boudnikoff | 2:37                        |                             |                             |                             |                             |                             |
| 13.                         | Oula                        | Nakamura                     | - Aloïs Zandry - Vladimir Boudnikoff | 2:38                        |                             |                             |                             |                             |                             |
| 38:41                       |                             |                              |                                      |                             |                             |                             |                             |                             |                             |

| Nakamura — Édition Deluxe | Nakamura — Édition Deluxe     | Nakamura — Édition Deluxe                                 | Nakamura — Édition Deluxe            | Nakamura — Édition Deluxe | Nakamura — Édition Deluxe | Nakamura — Édition Deluxe | Nakamura — Édition Deluxe | Nakamura — Édition Deluxe | Nakamura — Édition Deluxe |
| No                        | Titre                         | Auteur                                                    | Producteur(s)                        | Durée                     |                           |                           |                           |                           |                           |
| ------------------------- | ----------------------------- | --------------------------------------------------------- | ------------------------------------ | ------------------------- | ------------------------- | ------------------------- | ------------------------- | ------------------------- | ------------------------- |
| 14.                       | Soldat                        | - Nakamura - Haristone                                    | - Aloïs Zandry - Vladimir Boudnikoff | 3:04                      |                           |                           |                           |                           |                           |
| 15.                       | Idiot                         | Nakamura                                                  | - Aloïs Zandry - Vladimir Boudnikoff | 2:46                      |                           |                           |                           |                           |                           |
| 16.                       | 40%                           | Nakamura                                                  | - Aloïs Zandry - Vladimir Boudnikoff | 2:54                      |                           |                           |                           |                           |                           |
| 17.                       | Claqué                        | Nakamura                                                  | - Aloïs Zandry - Vladimir Boudnikoff | 2:36                      |                           |                           |                           |                           |                           |
| 18.                       | Sucette (feat. Niska) (Remix) | - Nakamura - Niska                                        | - Aloïs Zandry - Vladimir Boudnikoff | 4:17                      |                           |                           |                           |                           |                           |
| 19.                       | Djadja (feat. Maluma) (Remix) | - Nakamura - Edgar Barrera - Stiven Rojas - Vicente Barco | - Aloïs Zandry - Vladimir Boudnikoff | 2:46                      |                           |                           |                           |                           |                           |
| 57:07                     |                               |                                                           |                                      |                           |                           |                           |                           |                           |                           |

## Titres certifiés en France
- La Dot  Diamant[9]
- Djadja  Diamant[7]
- Pompom  Platine[15]
- Copines  Diamant[16]
- Pookie  Diamant[10]
- Ça fait mal  Or[17]
- Faya  Or[18]
- Gangster  Or[19]
- Sucette (feat. Niska)  Diamant[20]
- Whine Up  Or[21]
- Gang (feat. Davido)  Or[22]
- Oula  Platine[23]
- Soldat  Platine[11]
- Idiot  Or
- 40%  Diamant[12]

## Classements
| Classement (2018-19)           | Meilleure position |
| ------------------------------ | ------------------ |
| Belgique (Flandre Ultratop)    | 29                 |
| Belgique (Wallonie Ultratop)   | 8                  |
| Espagne (Promusicae Streaming) | 92                 |
| France (SNEP Megafusion)       | 3                  |
| France (SNEP Physique)         | 9                  |
| France (SNEP Téléchargement)   | 3                  |
| Italie (FIMI)                  | 90                 |
| Pays-Bas (Mega Album Top 100)  | 10                 |
| Suisse (Schweizer Hitparade)   | 20                 |
| Suisse (Charts Romandie)       | 19                 |

| Classement (2018)            | Position |
| ---------------------------- | -------- |
| Belgique (Wallonie Ultratop) | 67       |
| France (SNEP)                | 24       |

| Classement (2019)             | Position |
| ----------------------------- | -------- |
| Belgique (Flandre Ultratop)   | 64       |
| Belgique (Wallonie Ultratop)  | 14       |
| France (SNEP)                 | 10       |
| Pays-Bas (Mega Album Top 100) | 48       |

| Classement (2020)             | Position |
| ----------------------------- | -------- |
| Belgique (Flandre Ultratop)   | 90       |
| Belgique (Wallonie Ultratop)  | 21       |
| France (SNEP)                 | 26       |
| Pays-Bas (Mega Album Top 100) | 98       |

| Classement (2021)            | Position |
| ---------------------------- | -------- |
| Belgique (Wallonie Ultratop) | 72       |
| France (SNEP)                | 91       |

## Certifications
| Région                                                                                                 | Certification | Ventes/Streams |
| --- | ------------- | -------------- |
| Belgique (BEA)                                                                                         | Platine       | 20 000*        |
| Canada (Music Canada)                                                                                  | Or            | 40 000^        |
| Danemark (IFPI)                                                                                        | Or            | 10 000^        |
| France (SNEP)                                                                                          | Diamant       | 500 000*       |
| Italie (FIMI)                                                                                          | Or            | 25 000*        |
| *Ventes selon la certification ^Mise en rayon selon la certification xNon précisé par la certification |               |                |